# Mathieu Beugnet
Mathieu Beugnet, né le 22 janvier 1984 à Arras, est un céiste français pratiquant le marathon, licencié à l'A.S.L. de Saint-Laurent-Blangy.

## Palmarès

### Coupe du monde de course en ligne
- 2015 à Montemor-o-Velho,  Portugal
  -  Médaille d'or en C2

### Championnats du monde de canoë-kayak marathon
- 2009 à Crestuma,  Portugal
  -  Médaille de bronze en C2

### Championnats d'Europe de canoë-kayak marathon
- 2009 à Ostroda  Pologne
  -  Médaille d'or en C1